# Sangur
Sangur war um 1106 kurzzeitig Herrscher der Danischmenden in Melitene (Malatya).

## Biographie
Sangur war der jüngere Sohn des Dynastiegründers Gümüştekin Danischmend Ghazi. Nach dem Tod seines Vaters 1104 (oder 1106) wurde das Danischmendenreich geteilt: Der ältere Sohn Emir Ghazi Gümüştekin erhielt Sivas und die meisten anatolischen Gebiete, die den Großteil des Reiches darstellten, Sangur Melitene und die syrischen Besitzungen der Dynastie.
Sangur war zu diesem Zeitpunkt noch jung und unerfahren, was der Seldschuken-Sultan Kılıç Arslan I. ausnutzte: Nachdem er mit dem Byzantinischen Reich einen Friedensvertrag geschlossen hatte, wandte er sich nach Osten und eroberte im Herbst 1106 Melitene. Ob Sangur die Eroberung überlebte und was dann mit ihm geschah, ist unbekannt.
Melitene wurde 1124 von seinem Bruder Ghazi Gümüştekin zurückerobert. 